# Bobigny - Pantin - Raymond Queneau (métro de Paris)
 Bobigny - Pantin - Raymond Queneau est une station de la ligne 5 du métro de Paris, située à la limite des communes de Pantin et de Bobigny, dans le quartier du Petit-Pantin.

## Situation
La station est implantée entre le canal de l'Ourcq et l'ancienne route nationale 3 qui fait la limite avec les communes de Pantin et Romainville. Malgré son nom, la station dessert surtout Pantin (quartier du Petit-Pantin) et Romainville (quartier des Bas-Pays). Pour ce qui est de Bobigny, cette station dessert seulement une mince frange industrielle. Au nord du canal se situent les voies ferrées en provenance de la gare de l'Est, comportant, entre autres, le technicentre Est Européen. Les installations ferroviaires et le cours d'eau empêchent toute liaison directe avec le reste de Bobigny, dont le territoire communal est en quasi-totalité de l'autre côté du canal ; il peut être traversé en empruntant le pont de la Folie, distant d'un peu plus d'un kilomètre à l'est de la station.

## Histoire
La station est ouverte en 1985.
Elle doit une partie de son intitulé à la rue Raymond-Queneau, toute proche, dont le nom rend hommage à l'écrivain français Raymond Queneau (1903-1976), l’un des auteurs ayant rendu célèbre la RATP, avec Zazie dans le métro ainsi que Exercices de style, dont une partie de l'intrigue prend place dans un bus parisien.

### Fréquentation
Nombre de voyageurs entrés à cette  station :
| Année                      | 2013      | 2014      | 2015      | 2016      | 2017      | 2018      | 2019      | 2020      | 2021      |
| -------------------------- | --------- | --------- | --------- | --------- | --------- | --------- | --------- | --------- | --------- |
| Nombre de voyageurs par an | 2 371 008 | 2 438 115 | 2 412 852 | 2 579 124 | 2 647 208 | 2 957 528 | 2 951 030 | 1 726 493 | 2 335 465 |
| Rang                       | 227e      | 223e      | 216e      | 206e      | 202e      | 190e      | 178e      | 143e      | 144e      |
| Nombre de stations         | 302       | 302       | 302       | 302       | 302       | 302       | 302       | 304       | 304       |

## Services aux voyageurs

### Accès
Deux accès permettent de se diriger vers les quais de la station de métro.
- L'accès no 1, nommé Avenue Anatole France et situé à Pantin, est sur une place à l'intersection des avenues Jean-Lolive et Anatole-France.
- L'autre accès dit Avenue de Paris (no 2) se situe à Bobigny de l'autre côté de l'avenue Jean-Lolive (qui prend le nom de rue de Paris).

### Quais
La station dispose d'un unique quai central desservi par des escaliers menant à une mezzanine et d'un escalier de secours en bout de quai.

### Intermodalité
La station est desservie par les lignes 145, 147, 318 et 330 du réseau de bus RATP et, la nuit, par la ligne N45.

## Projet
En 2028, cette station devrait être desservie par la ligne 3 du T Zen,.

## À proximité
- Est Ensemble
- Canal de l'Ourcq
- Technicentre Est Européen

## Galerie de photographies

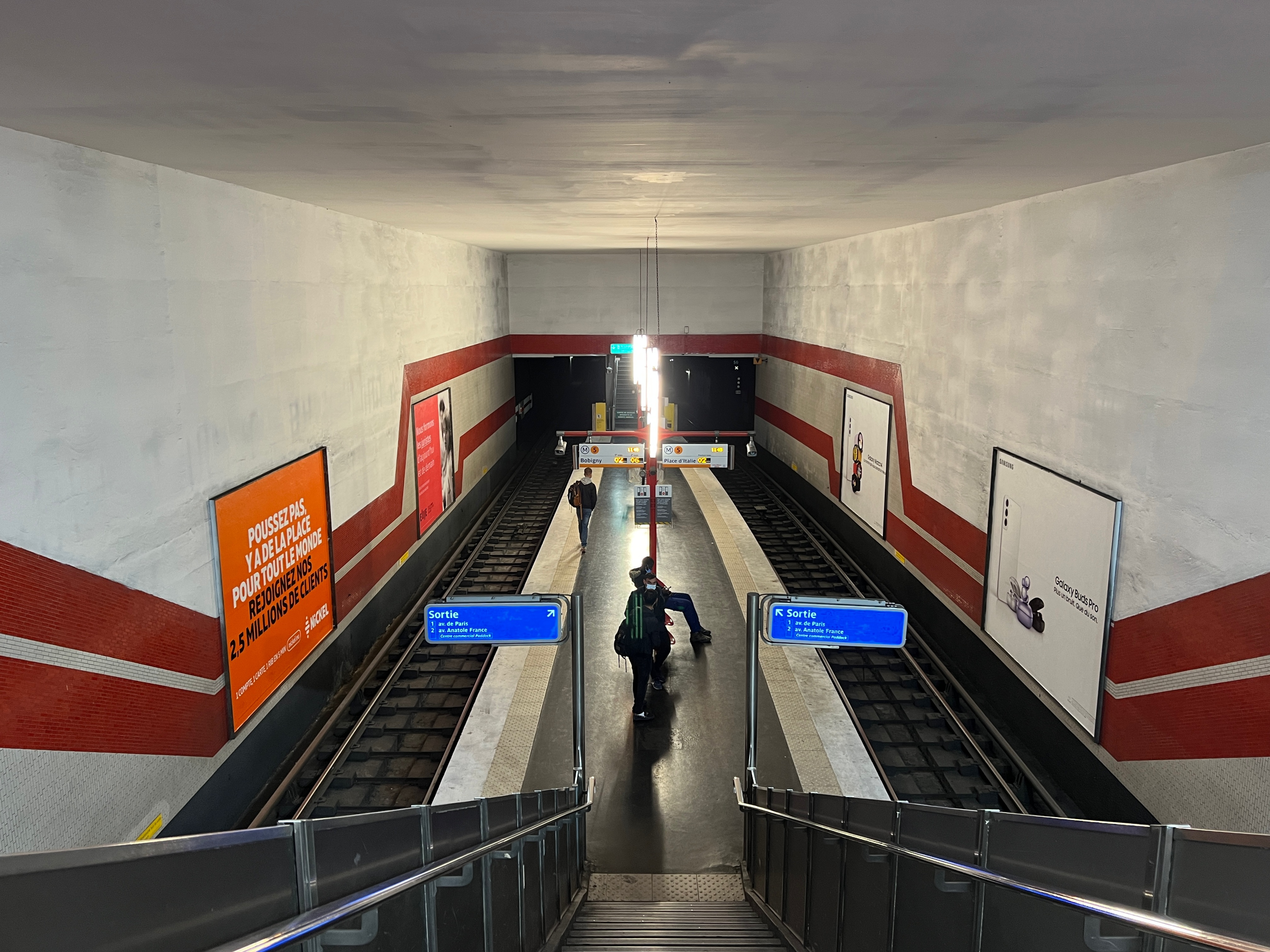
Vue des quais depuis la mezzanine.
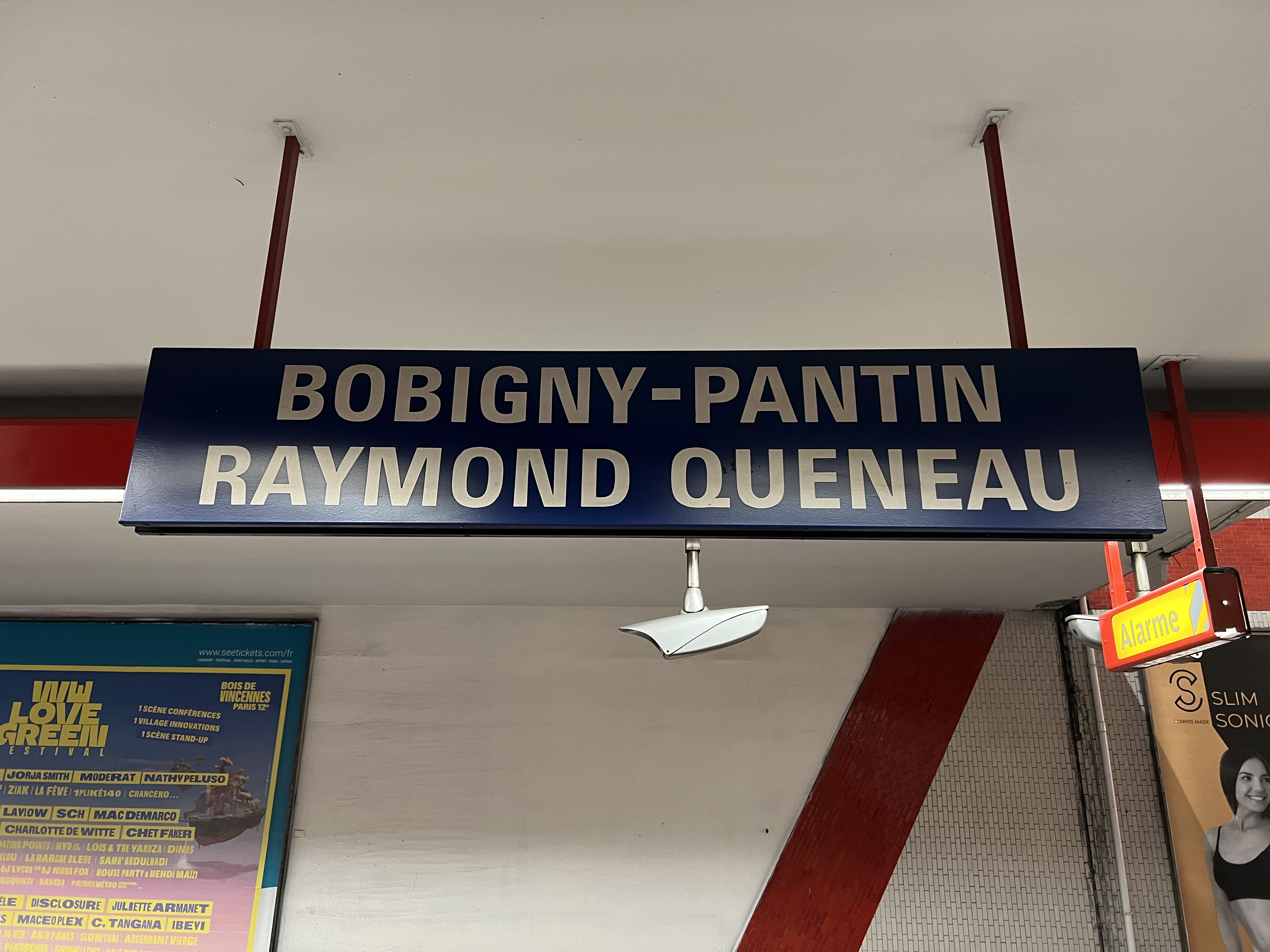
Détail du panneau de la station.
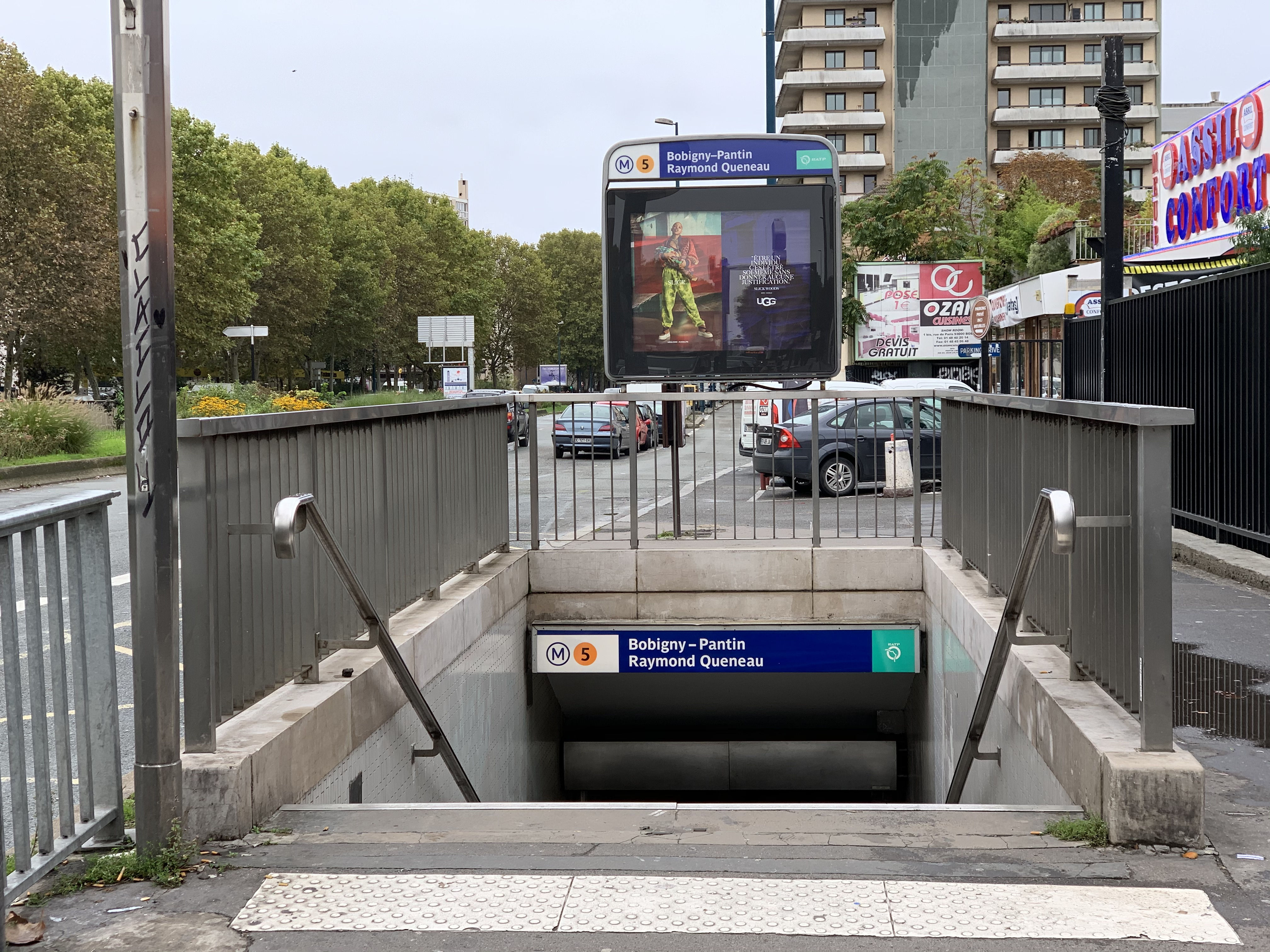
Accès situé à Bobigny.
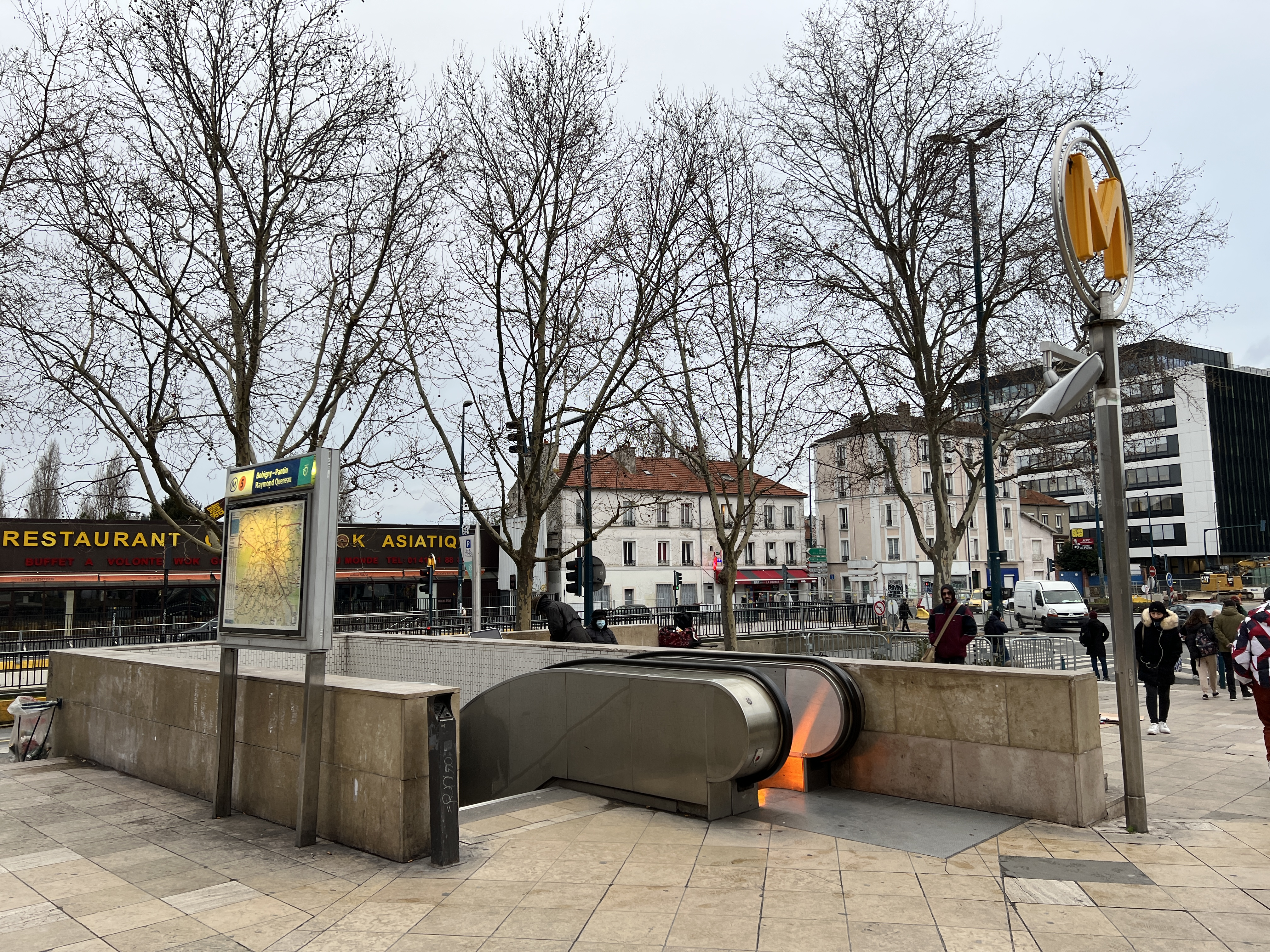
Accès situé à Pantin.